# Vita-Cola
Vita-Cola è un marchio registrato nel 1958 dall'azienda tedesca Thüringer Waldquell Mineralbrunnen, relativo all'omonima bevanda. Prima della Die Wende la bibita veniva imbottigliata e venduta nella Repubblica Democratica Tedesca, mentre dal 1994 è nuovamente in commercio anche nei territori dell'ex Germania Ovest.

## Storia

### Origini
Nel piano quinquennale del 1958 il Consiglio dei ministri della Repubblica Democratica Tedesca si pose l'obiettivo di migliorare l'offerta di bevande analcoliche, il Ministero dell'industria alimentare incaricò dunque la Chemische Fabrik Miltitz di creare una cola.
Hans Zinn, responsabile del reparto essenze dell'azienda, creò la ricetta della Vita Cola combinando una varietà di oli essenziali tra cui quelli di agrumi e della vaniglia, noci di cola, caffeina e acido ascorbico.
Nell'ottobre 1958 vengono consegnati gli ingredienti della bibita alla birreria statale di Lipsia (in seguito VEB Sachsenbräu), che il mese successivo si occupò di registrare il marchio della bevanda presso l'Ufficio invenzioni e brevetti della Germania Est.

### Vendita in Germania Est
Il birrificio Lipsia permise da subito anche ad altre Volkseigener Betrieb di poter produrre sciroppo e limonata sotto la stessa marca. Nel 1959 venne avviata la distribuzione commerciale che fece salire ulteriormente il fabbisogno di materie prime, tanto che la garanzia della produzione delle materie prime fu successivamente organizzata dalla stessa fabbrica chimica di Miltitz.
Al 1960 le aziende autorizzate alla produzione erano 106, e ognuna di esse produceva i propri imballaggi che potevano anche essere molto diversi tra loro, sebbene il contenuto fosse il medesimo.

### Dopo la riunificazione
Con la riunificazione tedesca la produzione venne sospesa, anche se continuò a essere confezionata da parte di piccoli birrifici sotto altre denominazioni: nel 1994 infatti la Thüringer Waldquell Mineralbrunnen GmbH, del gruppo Brau und Brunnen, rilevò il marchio. Dal 1996 la bibita è stata nuovamente offerta a livello nazionale nei nuovi Stati federati della Germania, mentre nel 2005 il marchio e l'opificio Thüringer Waldquell di Schmalkalden sono stati acquistato dall'Hassia Mineralquelle di Bad Vilbel.

## Caratteristiche

### Varianti

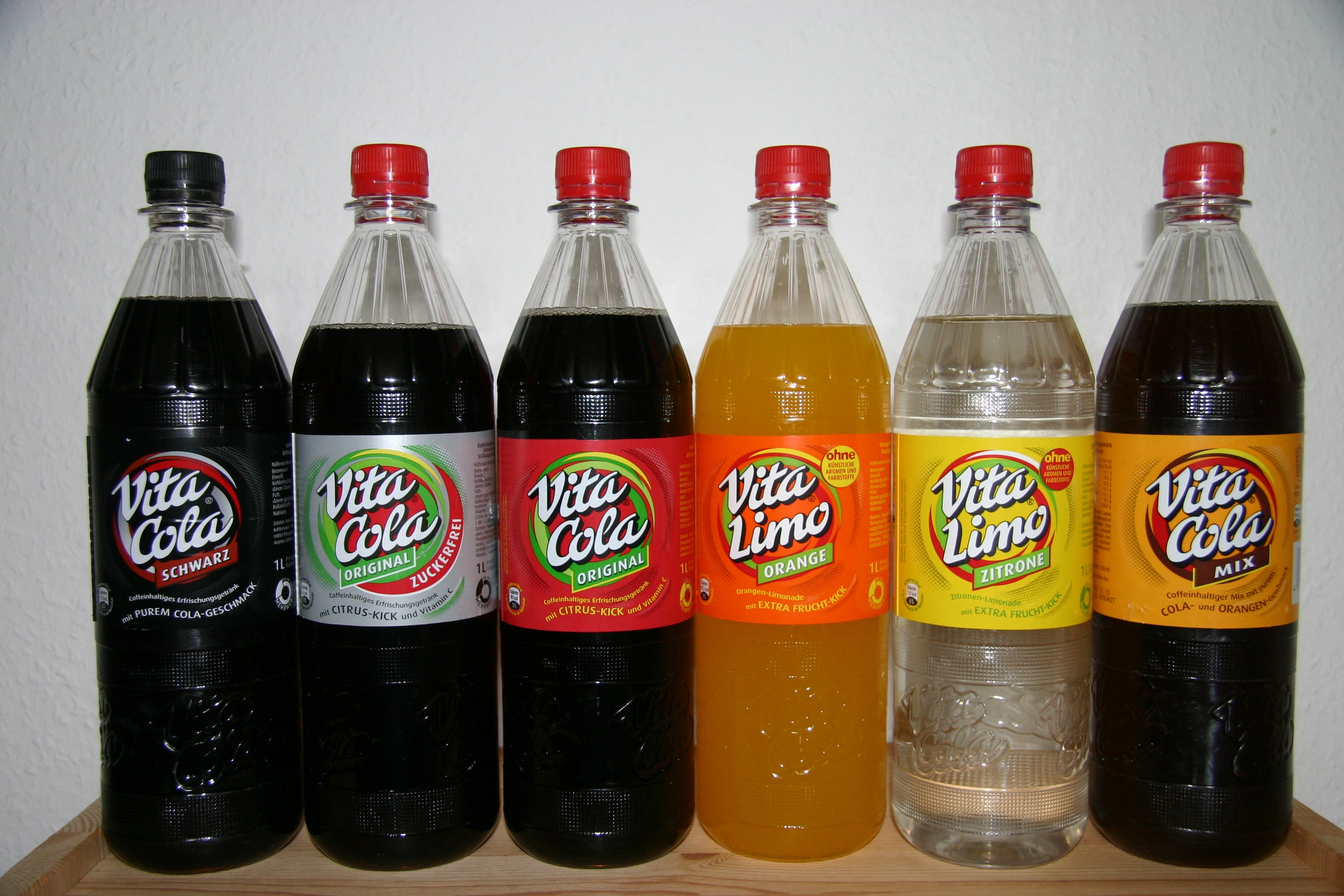
Le varianti disponibili a luglio 2010: Cola Schwarz, Cola Original Zuckerfrei, Cola Original, Limo Orange, Limo Zitrone e Cola Mix

Viene venduta a partire dal 2006 sotto la denominazione di Vita Cola Original, l'anno successivo sono state introdotte le Zuckerfrei (senza zucchero) e Schwarz (priva di oli di agrumi e senza aggiunta di acido citrico, pensata per la preparazione di cocktail come il Cuba libre).
Nel 2009 le peculiarità delle due varianti sono state combinate introducendo la Schwarz Zuckerfrei, commercializzata poco prima della Mix che è invece una Spezi a base Schwarz.
Dopo che il 2009 è stato l'anno di maggior successo fino ad oggi, nel 2010 la gamma di prodotti è stata nuovamente ampliata: con la Vita Orange e la Vita Zitrone, rispettivamente un'aranciata e una limonata. Poco dopo, per motivi di marketing, i nomi dei prodotti furono cambiati in Vita Limo Zitrone e Vita Cola Original Zuckerfrei. Nel 2011 le due versioni nere furono ribattezzate Vita Cola Pur e Vita Cola Pur Zuckerfrei.
Nel 2012 viene commercializzata la Vita Exotic (mandarino e mango), seguita dalla Vita Caribic (arancia e guava) nel 2013 e dalla Vita Brazil (pompelmo, lime, arancia e limone) nel 2014.
Nel 2018 sono state lanciate delle bevande energetiche: le Vita Energy, nelle varianti Rote Traube Açaí (uva rossa e açaí) e Pfirsich Passionsfrucht (pesca e frutto della passione). Si sono poi aggiunte la Mango Orange (mango e arancia), la Waldbeere Aronia e la Kiwi Apfel (kiwi e mela). A inizio 2020 la gamma si espande con due varianti senza zucchero, Himbeere Wassermelone (lampone e anguria) e Apfel Waldmeister (mela e asperula).
La Vita Cola viene prodotta a Schmalkalden, Bad Doberan e Lichtenau.

### Ricetta e gusto
La Vita Cola viene prodotta ancora oggi e secondo la ricetta originale a eccezione dell'impiego di aromi naturali. La Vita Cola contiene acido citrico, aromi naturali e oli essenziali di agrumi, restituendole un sapore diverso rispetto alle altre cole e rendendola popolare nella Germania Orientale anche dopo la caduta del Muro di Berlino.
La ricetta è stata concessa in licenza per realizzare altri prodotti al sapore di Vita Cola: nel 2002 Katjes ha commercializzato degli orsetti gommosi, nel 2004 la Rhöngold Molkerei ha creato una Götterspeise chiamata Vita Cola Fresh'n Cool e nel 2011 la R&R Ice Cream Germany ha realizzato il ghiacciolo Vita Cola Eis.

### Volume di produzione e quota di mercato
Nel 2015 sono stati venduti, per la prima volta, più di 80 milioni di litri di bibita, aumentati a 87,4 nel 2019 per arrivare ai 90,5 nel 2020. La bevanda gassata più venduta in Germania è la Coca-Cola, tuttavia in Turingia la più consumata è la Vita Cola.
La Vita Cola Original è disponibile in bottiglie da 1 e 1,5 litri. Il sito web della Vita Cola dispone di un motore di ricerca con il quale è possibile rintracciare i rivenditori nei vecchi Länder.

### Bottiglie
La forma delle bottiglie in polietilene tereftalato ha un stile rétro che ricorda i vuoti a rendere della DDR, con il logo impresso grazie alla stampa a rilievo. Le etichette di identificazione sono state mantenute rosse e verdi.